# Club Sport Emelec (baloncesto)
El Club Sport Emelec basquetbol es la sección de baloncesto del Club Sport Emelec. La disciplina tiene un miembro permanente en los miembro del directorio. Y sus orígenes datan al año 1929, década en la cual comenzaron a contarse sus primeros campeonatos ganados de un deporte nacido en Estados Unidos en 1891.

## Historia

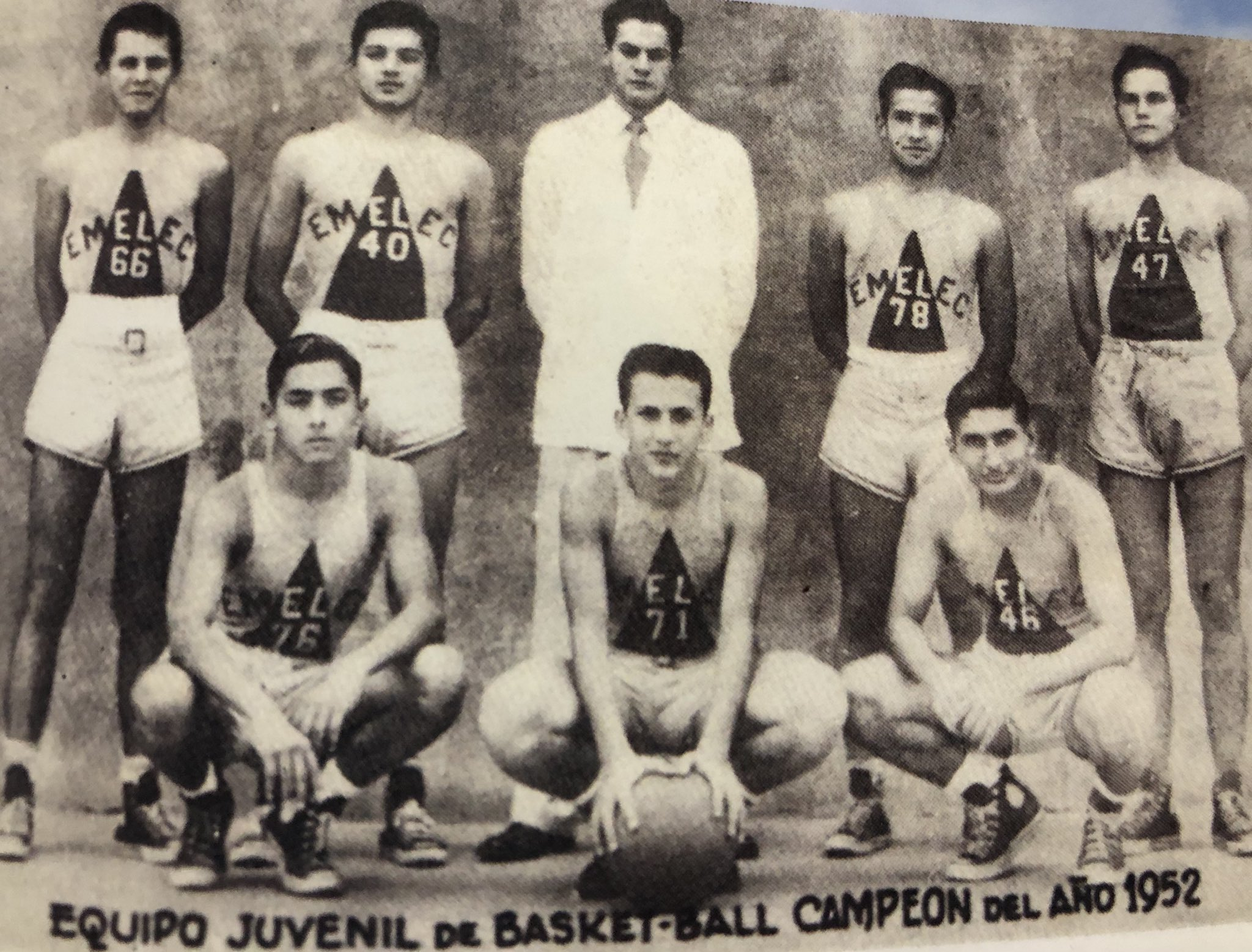
categoría juvenil campeón en 1952.

En 1928 comenzó el campeonato de la Asociación de Basketball del Guayas y al siguiente año, en 1929, Emelec consiguió su primer campeonato en la historia de SC Emelec al ganar la final al Vanguardia 14-12. Con los jugadores: Víctor Peñaherrera, Lauro Guerrero, George Capwell, Francisco Quinteros, Januario Palacios, Agustín Jaramillo, Aníbal Santos, Nathan Myres.
En ese campeonato de la Asociación de Basketball del Guayas logró el hexacampeonato entre los años 1997 al 2002.
El club juega de local en el coliseo Abel Jiménez Parra. 

## Palmarés
| Mayores                   | N.º | Títulos                                                                                  |
| ------------------------- | --- | ---------------------------------------------------------------------------------------- |
| Campeón Provincial        | 15  | 1929, 1933, 1935, 1939, 1955, 1956, 1971, 1973, 1995, 1997, 1998, 1999, 2000, 2001, 2002 |
| Campeón Nacional Infantil | 1   | 2005                                                                                     |

## Club Sport Emelec (baloncesto femenino)
El equipo de Emelec tiene el récord de ganar 10 años consecutivos el campeonato de basquetbol femenino de Guayaquil, desde 1972 al 1982 con un equipo que fue conformado inicialmente con jugadoras de los colegios Rita Lecumberry y el 28 de mayo.
Algunas de sus jugadoras fueron: Patricia Avilés, Jenny Carpio, María Miranda, María Arrollo, Yalile Triviño, Tomasa Quiñonez, Fátima Chávez, Gina Villacis, María Rosero y Felipa Bravo. Patricia Avilés jugó durante los 10 años de triunfos.
- Datos: Q115864530